# 칠곡면
칠곡면(七谷面)은 대한민국 경상남도 의령군의 면이다. 넓이는 22.37km2이고, 인구는 2006년 기준으로 1,308명이다.

## 연혁
의령군에서 7km 떨어진 서쪽 면으로 자굴산이 남쪽으로 뻗어내려 펼쳐지면서 취락을 이룬 면이다. 국도 제20호선이 칠곡면 중심을 관통하고 진주시와 합천군을 통하는 삼거리가 있어 교통이 편리하다. 근래는 산지를 개발 단감단지를 조성하여 소득을 올리고, 한과·엿기름 등을 생산해 명성을 얻고 있다. 신라시대 장함현의 읍지였다고 하고 조선 중기 칠곡면으로 부르다가 조선 말 도북면에서 칠곡면으로 바꾸고 현재에 이르렀다.

## 행정 구역
- 내조리
- 외조리
- 도산리
- 산남리
- 산북리
- 신포리

## 교육
- 칠곡초등학교